# ロシア連邦大統領令
ロシア連邦大統領令（ロシアれんぽう だいとうりょうれい、ロシア語: Указ Президента Российской Федерации）は、ロシア連邦の大統領が発布する法的文書であり、特定の政策や措置を実施するための命令を定めるものである。大統領令は、行政運営や政策の実施に重要な役割を果たす。

## 概要
大統領令はロシアの法律の一部であり、法的拘束力を持つ。ただし、ロシア連邦憲法や既存の法律に違反する内容を含むことはできない。発布の目的としては、政策の実施や緊急事態への対応、行政機構の運営に関する規定、国防や安全保障に関する指示などが挙げられる。また、一般的には官報に掲載され、公開される。ただし、国家安全保障に関わる場合は非公開のまま発布されることもある。

## 具体例
以下、発令された大統領令の具体例を示す。
- 2016年11月3日、ロシア連邦大統領令によってスティーブン・セガールがロシア国籍を取得した[3]。
- 2022年9月21日、ロシア・ウクライナ戦争の影響で、予備役を部分的に動員するための大統領令が発布された[4]。